# Oreobambos
Oreobambos is een geslacht uit de grassenfamilie (Poaceae). De enige soort van dit geslacht (Oreobambos buchwaldii) komt voor in Afrika.

## Soorten
Van het geslacht zijn de volgende soorten bekend: 
- Oreobambos buchwaldii